# Jean-Marie Rivoalan
Jean-Marie Rivoalan est un homme politique français né le 25 novembre 1748 à Pleubian (Bretagne) et mort le 15 novembre 1812 à Rennes (Ille-et-Vilaine).

## Biographie
Homme de loi à Lannion avant la Révolution, il est officier municipal de la ville et administrateur du département. Il est député des Côtes-du-Nord de 1791 à 1792, votant avec la majorité, puis de nouveau, au Conseil des Cinq-Cents, du 25 germinal an VI au coup d'État du 18 Brumaire. Il est ensuite juge au tribunal d'appel de Rennes.

## Sources
- « Jean-Marie Rivoalan », dans Adolphe Robert et Gaston Cougny, Dictionnaire des parlementaires français, Edgar Bourloton, 1889-1891 [détail de l’édition]